# Rhyacophila bacurianica
Rhyacophila bacurianica är en nattsländeart som beskrevs av Lepneva 1961. Rhyacophila bacurianica ingår i släktet Rhyacophila och familjen rovnattsländor. Inga underarter finns listade i Catalogue of Life.